# Język adang
Język adang – język papuaski używany w prowincji Małe Wyspy Sundajskie Wschodnie w Indonezji, przez grupę ludności w północno-zachodniej części wyspy Alor. Należy do grupy języków alor-pantar.
Jego użytkownicy zamieszkują wsie położone na północ i północny wschód od miasta Kalabahi (miejscowości: Adang-Buom, Kenarilang, O’a, Afeng Male (Bang Palol), ’Eh don, Aimoli, Adang-Kokar, Bot Bag (Bota), Alila, Bu Mol).
Jest blisko spokrewniony z językami hamap i kabola, tworząc z nimi kontinuum dialektalne. W niektórych publikacjach „adang” wzmiankowano wręcz jako alternatywną nazwę (bądź dialekt) języka kabola. Serwis Glottolog łączy je w ramach grupy adang-hamap-kabola. Łącznie posługuje się nimi 12 tys. osób (2013–2014), z czego 7 tys. to użytkownicy adang właściwego. Adang wykazuje bliskie pokrewieństwo z językiem klon.
Jest zagrożony wymarciem. Do osłabienia pozycji języka adang przyczyniają się migracje ludności, wraz z presją ze strony języka narodowego, który uchodzi za bardziej prestiżowy (sprzyja temu lokalizacja społeczności – w pobliżu miasta Kalabahi). Pozostaje w użyciu w kontaktach domowych, ale w wielu sferach życia dominuje język indonezyjski. Znany jest także malajski alorski (lokalna lingua franca). Ponadto wiele tradycyjnych rejestrów adang wyszło z obiegu, co jest związane z zanikiem rodzimej kultury.
Istnieją nieliczne publikacje poświęcone temu językowi i lokalnej kulturze. Został opisany w postaci dwóch opracowań gramatycznych: The grammar of Adang (2001) , Adang (w: The Papuan languages of Timor, Alor and Pantar: Sketch grammars, 2014) .